# Aberdeen South and North Kincardine (circonscription du Parlement écossais)
Circonscription parlementaire du Parlement écossais
La circonscription d'Aberdeen South and North Kincardine est une circonscription électorale écossaise créée en 2011.
Les neuf autres circonscriptions du nord-est de l’Écosse sont Aberdeen Donside, Aberdeen South et North Kincardine, Aberdeenshire Eas, Aberdeenshire West, Angus North et Mearns, Angus South, Banffshire et Buchan Coast, Dundee City East et Dundee City West.
La région couvre l’ensemble de la région du conseil municipal d’Aberdeen, la région du conseil d’Aberdeenshire, la région du conseil d’Angus, la région du conseil municipal de Dundee et une partie de la région du conseil municipal de Moray.

## Liste des députés
| Élection | Député       | Parti | Parti |
| -------- | ------------ | ----- | ----- |
| 2011     | Maureen Watt |       | SNP   |
| 2016     | Maureen Watt |       | SNP   |

## Résultats des deux candidats arrivés en tête
| Élection | Candidat arrivé 1er | Parti  | Parti | Score        | Candidat arrivé 2e | Parti        | Parti        | Score  |
| -------- | ------------------- | ------ | ----- | ------------ | ------------------ | ------------ | ------------ | ------ |
| 2011     | Maureen Watt        |        | SNP   | 41,7 %       | Greg Williams      |              | Travailliste | 19,6 % |
| 2016     | Maureen Watt        | 42,1 % | SNP   | Ross Thomson |                    | Conservateur | 33,5 %       |        |